# Coupe d'Europe de hockey sur glace 1993-1994
Navigation
Coupe d'Europe 1992-1993 Coupe d'Europe 1994-1995
La Coupe d'Europe 1993-1994 est la vingt-neuvième édition de la Coupe d'Europe. La saison a débuté le 8 octobre 1993, et s'est terminée le 30 décembre 1993.
Le tournoi a été remporté par TPS Turku, qui a battu le HK Dinamo Moscou en finale.

## Premier tour
exempts :
 Podhale Nowy Targ,   
 HC Devils Milano,   
 Rouen HC,   
 EHC Kloten, 
 TPS Turku,    
 HK Dinamo Moscou,  Brynäs IF

### Groupe A
(Esbjerg, Danemark)
| Équipe 1              | Score | Équipe 2              |
| --------------------- | ----- | --------------------- |
| Vålerenga IF          | 2:2   | Flame Guards Nijmegen |
| Esbjerg IK            | 18:3  | CH Txuri Urdin        |
| Esbjerg IK            | 7:4   | Flame Guards Nijmegen |
| Vålerenga IF          | 15:0  | CH Txuri Urdin        |
| Flame Guards Nijmegen | 8:2   | CH Txuri Urdin        |
| Esbjerg IK            | 4:8   | Vålerenga IF          |

### Groupe A classement
| Rang | Équipe                | Points |
| 1    | Vålerenga IF          | 5      |
| 2    | Esbjerg IK            | 4      |
| 3    | Flame Guards Nijmegen | 3      |
| 4    | CH Txuri Urdin        | 0      |

### Groupe B
(Trenčín, Slovaquie)
| Équipe 1         | Score | Équipe 2        |
| ---------------- | ----- | --------------- |
| Tivali Minsk     | 6:0   | Narva Kreenholm |
| HC Dukla Trenčín | 15:1  | Slavia Sofia    |
| Tivali Minsk     | 11:0  | Slavia Sofia    |
| HC Dukla Trenčín | 10:0  | Narva Kreenholm |
| Narva Kreenholm  | 6:3   | Slavia Sofia    |
| HC Dukla Trenčín | 1:3   | Tivali Minsk    |

### Groupe B classement
| Rang | Équipe           | Points |
| 1    | Tivali Minsk     | 6      |
| 2    | HC Dukla Trenčín | 4      |
| 3    | Narva Kreenholm  | 2      |
| 4    | Slavia Sofia     | 0      |

### Groupe C
(Jesenice, Slovénie)
| Équipe 1                 | Score | Équipe 2                 |
| ------------------------ | ----- | ------------------------ |
| EC Villacher             | 14:0  | KHL Zagreb               |
| HK Acroni Jesenice       | 3:5   | Torpedo Oust-Kamenogorsk |
| HK Acroni Jesenice       | 9:4   | KHL Zagreb               |
| Torpedo Oust-Kamenogorsk | 5:2   | EC Villacher             |
| Torpedo Oust-Kamenogorsk | 21:1  | KHL Zagreb               |
| HK Acroni Jesenice       | 7:2   | EC Villacher             |

### Groupe C classement
| Rang | Équipe                   | Points |
| 1    | Torpedo Oust-Kamenogorsk | 6      |
| 2    | HK Acroni Jesenice       | 4      |
| 3    | EC Villacher             | 2      |
| 4    | KHL Zagreb               | 0      |

### Groupe D
(Riga, Lettonie)
| Équipe 1        | Score | Équipe 2       |
| --------------- | ----- | -------------- |
| HK Sokol Kiev   | 9:1   | Cardiff Devils |
| Pārdaugava Rīga | 19:0  | SC Energija    |
| HK Sokol Kiev   | 11:1  | SC Energija    |
| Pārdaugava Rīga | 11:4  | Cardiff Devils |
| Cardiff Devils  | 10:3  | SC Energija    |
| Pārdaugava Rīga | 2:2   | HK Sokol Kiev  |

### Groupe D classement
| Rang | Équipe          | Points |
| 1    | Pārdaugava Rīga | 5      |
| 2    | HK Sokol Kiev   | 5      |
| 3    | Cardiff Devils  | 2      |
| 4    | SC Energija     | 0      |

### Groupe E
(Budapest, Hongrie)
| Équipe 1            | Score | Équipe 2            |
| ------------------- | ----- | ------------------- |
| Sparta Prague       | 9:3   | HC Steaua Bucureşti |
| Ferencvárosi TC     | 51:1  | Ankara Büyükşehir   |
| Sparta Prague       | 16:1  | Ankara Büyükşehir   |
| Ferencvárosi TC     | 10:3  | HC Steaua Bucureşti |
| HC Steaua Bucureşti | 16:1  | Ankara Büyükşehir   |
| Ferencvárosi TC     | 3:19  | Sparta Prague       |

### Groupe E classement
| Rang | Équipe              | Points |
| 1    | Sparta Prague       | 6      |
| 2    | Ferencvárosi TC     | 4      |
| 3    | HC Steaua Bucureşti | 2      |
| 4    | Ankara Büyükşehir   | 0      |

## Second tour
exempt :
 Malmö IF,    
 Düsseldorfer EG

### Groupe F
(Milan, Italie)
| Équipe 1         | Score | Équipe 2          |
| ---------------- | ----- | ----------------- |
| Sparta Prague    | 9:2   | Podhale Nowy Targ |
| HC Devils Milano | 11:1  | Esbjerg IK        |
| Sparta Prague    | 5:3   | Esbjerg IK        |
| HC Devils Milano | 8:0   | Podhale Nowy Targ |
| Esbjerg IK       | 4:4   | Podhale Nowy Targ |
| HC Devils Milano | 3:1   | Sparta Prague     |

### Groupe F classement
| Rang | Équipe            | Points |
| 1    | HC Devils Milano  | 6      |
| 2    | Sparta Prague     | 4      |
| 3    | Esbjerg IK        | 1      |
| 4    | Podhale Nowy Targ | 1      |

### Groupe G
(Rouen, France)
| Équipe 1         | Score | Équipe 2         |
| ---------------- | ----- | ---------------- |
| HK Dinamo Moscou | 7:3   | Pārdaugava Rīga  |
| Rouen HC         | 4:4   | HC Dukla Trenčín |
| HK Dinamo Moscou | 2:1   | HC Dukla Trenčín |
| Rouen HC         | 1:2   | Pārdaugava Rīga  |
| HC Dukla Trenčín | 1:1   | Pārdaugava Rīga  |
| Rouen HC         | 1:3   | HK Dinamo Moscou |

### Groupe G classement
| Rang | Équipe           | Points |
| 1    | HK Dinamo Moscou | 6      |
| 2    | Pārdaugava Rīga  | 3      |
| 3    | HC Dukla Trenčín | 2      |
| 4    | Rouen HC         | 1      |

### Groupe H
(Kloten, Suisse)
| Équipe 1                 | Score | Équipe 2                 |
| ------------------------ | ----- | ------------------------ |
| Brynäs IF                | 3:2   | HK Sokol Kiev            |
| EHC Kloten               | 5:2   | Torpedo Oust-Kamenogorsk |
| Torpedo Oust-Kamenogorsk | 6:3   | HK Sokol Kiev            |
| EHC Kloten               | 2:2   | Brynäs IF                |
| Brynäs IF                | 3:2   | Torpedo Oust-Kamenogorsk |
| EHC Kloten               | 2:2   | HK Sokol Kiev            |

### Groupe H classement
| Rang | Équipe                   | Points |
| 1    | Brynäs IF                | 5      |
| 2    | EHC Kloten               | 4      |
| 3    | Torpedo Oust-Kamenogorsk | 2      |
| 4    | HK Sokol Kiev            | 1      |

### Groupe I
(Turku, Finlande)
| Équipe 1     | Score | Équipe 2           |
| ------------ | ----- | ------------------ |
| Tivali Minsk | 6:0   | HK Acroni Jesenice |
| TPS Turku    | 11:1  | Vålerenga IF       |
| TPS Turku    | 11:2  | HK Acroni Jesenice |
| Tivali Minsk | 6:3   | Vålerenga IF       |
| Vålerenga IF | 3:3   | HK Acroni Jesenice |
| TPS Turku    | 2:2   | Tivali Minsk       |

### Groupe I classement
| Rang | Équipe             | Points |
| 1    | TPS Turku          | 5      |
| 2    | Tivali Minsk       | 5      |
| 3    | Vålerenga IF       | 1      |
| 4    | HK Acroni Jesenice | 1      |

## Phase finale
(Düsseldorf, Allemagne)

### Groupe A
| Équipe 1         | Score | Équipe 2         |
| ---------------- | ----- | ---------------- |
| TPS Turku        | 6:4   | HC Devils Milano |
| Düsseldorfer EG  | 1:2   | Tivali Minsk     |
| TPS Turku        | 4:0   | Tivali Minsk     |
| Düsseldorfer EG  | 1:3   | HC Devils Milano |
| HC Devils Milano | 5:5   | Tivali Minsk     |
| Düsseldorfer EG  | 5:4   | TPS Turku        |

### Groupe A classement
| Rang | Équipe           | Points |
| 1    | TPS Turku        | 4      |
| 2    | HC Devils Milano | 3      |
| 3    | Tivali Minsk     | 3      |
| 4    | Düsseldorfer EG  | 2      |

### Groupe B
| Équipe 1         | Score | Équipe 2      |
| ---------------- | ----- | ------------- |
| Malmö IF         | 5:4   | Brynäs IF     |
| HK Dinamo Moscou | 8:3   | Sparta Prague |
| HK Dinamo Moscou | 5:1   | Brynäs IF     |
| Malmö IF         | 5:1   | Sparta Prague |
| HK Dinamo Moscou | 2:1   | Malmö IF      |
| Brynäs IF        | 5:1   | Sparta Prague |

### Groupe B classement
| Rang | Équipe           | Points |
| 1    | HK Dinamo Moscou | 6      |
| 2    | Malmö IF         | 4      |
| 3    | Brynäs IF        | 2      |
| 4    | Sparta Prague    | 0      |

### Match pour la troisième place
| Équipe 1 | Score | Équipe 2         |
| -------- | ----- | ---------------- |
| Malmö IF | 4:3   | HC Devils Milano |

### Finale
| Équipe 1  | Score | Équipe 2         |
| --------- | ----- | ---------------- |
| TPS Turku | 4:3   | HK Dinamo Moscou |